# NGC 2673
NGC 2673 (również PGC 24792 lub UGC 4620) – galaktyka eliptyczna (E), znajdująca się w gwiazdozbiorze Raka. Odkrył ją 19 grudnia 1849 roku George Stoney – asystent Williama Parsonsa. Galaktyka ta oddziałuje grawitacyjnie z większą NGC 2672 i wraz z nią stanowi obiekt Arp 167 w Atlasie Osobliwych Galaktyk Haltona Arpa.